# Carlo II - Il potere e la passione
Carlo II - Il potere e la passione (Charles II: The Power & the Passion) è una miniserie televisiva del 2003, diretto da Joe Wright.

## Trama
La miniserie narra la storia del re Carlo II d'Inghilterra.